# Masalia artaxoides
Masalia artaxoides là một loài bướm đêm trong họ Noctuidae.